# Márta Sebestyén
Márta Sebestyén (Budapeste, 19 de agosto de 1957) é uma cantora de música tradicional, compositora e atriz húngara.
A sua mãe era compositora e foi aluna de Zoltán Kodály, e seu pai era economista e escritor. Quando Márta Sebestyén tinha sete anos, o seu pai, regressando de uma viagem aos Estados Unidos como professor convidado com uma bolsa da Ford Foundation, trouxe-lhe uma grande coleção de música tradicional da Smithsonian Institution. Sebestyén estudou na escola Miklós Radnóti em Budapeste.
Sebestyén é membro fundador do grupo folclórico húngaro Muzsikás. É conhecida pelas adaptações de canções folclóricas Somogy e Erdély, algumas das quais aparecem no álbum Boheme de Deep Forest, que recebeu o Grammy Award para melhor álbum de world music em 1996. Ela também adaptou canções folclóricas hindis, iídiches, sérvias, búlgaras, e eslovacas ao estilo tradicional húngaro. Cantou e contribuiu com material para o álbum Kaddish by Towering Inferno (Richard Wolfson e Andy Saunders, 1993). Também cantou "Rivers" no álbum de vários artistas Big Blue Ball lançado em 2008.
A canção de Sebestyén "Szerelem, szerelem", interpretada com Muzsikás, foi apresentada no filme The English Patient (1996). Mais três canções que gravou com Muzsikás apareceram no filme japonês Only Yesterday (1991) de Studio Ghibli: "Tertés" ("Criação"), "Hajnali nóta" ("Canção da Manhã"), e "Fuvom az énekem" ("Eu Canto a Minha Canção"). O filme music box de 1989 de Costa-Gavras contou com a metade de abertura da música "Mária altatója", de Sebestyén.
Em 1 de junho de 2010 Márta Sebestyén foi premiada com o título de Artista pela Paz da UNESCO.

## Discografia selecionada

### Como artista principal
- Márta Sebestyén and Muzsikás (Hannibal, 1987)
- Apocrypha (Hannibal, 1992)
- Kismet (Hannibal, 1996)

### Com outros artistas
- EastWind (Tara, 1992), com Andy Irvine e Davy Spillane
- The Rough Guide to the Music of Eastern Europe (World Music Network, 1999)
- Big Blue Ball (Real World, Rykodisc, 2008)